# Sutomore
Sutomore (in cirillico Сутоморе; in italiano Santa Maria degli Ospizi), già Spič (in italiano Spizza) è un centro abitato del Montenegro, compreso nel comune di Antivari.

In passato la località segnava il confine fra l'Albania Veneta e l'Impero ottomano.

## Storia

### L'epoca veneziana
Le più antiche menzioni di Spizza risalgono all'inizio del XIV secolo, quando viene nominata in un documento di privilegi concesso dal re di Serbia Stefano Uroš II Milotin al vicino monastero benedettino di Santa Maria di Ratac, edificato sull'omonimo promontorio. Nel Cinquecento Spizza è nominata come fortezza, mentre nello stesso periodo risulta attestata l'attività del monastero di Santa Maria come centro di cultura: il religioso Damiano di Santa Maria da Spici fece stampare a Venezia libri liturgici in lingua greca tra il 1524 e il 1553.

### Il dominio ottomano
Quando nel 1571 Venezia dovette cedere Antivari all'Impero ottomano, il confine indietreggiò fino a Spizza, facendo cadere la località in terra turca ma appena al di fuori dei possedimenti veneziani. Da una relazione del 1614 risulta che il borgo era composto da 60 case e 150 uomini armati, capitanati da Giuro Marcou, mentre nello stesso secolo il borgo diede i natali a Marco Giorga (o Marko Đorga), che fu arcivescovo di Antivari dal 1696 al 1700. Sempre in epoca ottomana, da un diario di viaggio del 1807 si ricava che il paese - sottoposto al pascià di Scutari - era costituito da circa 200-300 case molto sparse. Di fatto Spizza era descritta come unione di varie frazioni: Zagrad, Berza, German e Gelibul.

### Il periodo austriaco
Nel 1878, a seguito della disfatta ottomana nella guerra russo-turca, le potenze europee destinarono il tratto di costa ottomana intorno ad Antivari al Montenegro di fresca indipendenza per garantirne lo sbocco al mare, con l'eccezione del territorio di Spizza (35,9 km² con 1 700 abitanti) che - per effetto dell'art. 29 del Trattato di Berlino - passò all'Impero austro-ungarico, diventando l'estrema propaggine meridionale della Dalmazia asburgica. Venne così a crearsi una nuova linea di confine, delimitata dal torrente della Ferrata o Željeznica.
Spizza fu così annessa al capitanato distrettuale di Cattaro, figurando nei censimenti (in quello del 1890 l'italiano - inteso il veneto da mar - con 5 parlanti risultava essere ormai quasi estinto come lingua d'uso) e nella cartografia sempre col nome italiano. In seguito all'annessione austriaca della Bosnia ed Erzegovina l'articolo 29 del Trattato di Berlino fu modificato, ma non la parte riguardante la sovranità austriaca su Spizza, legando così definitivamente le sorti della cittadina alle successive vicende storiche della Dalmazia.

## Origine del nome
Il toponimo italiano Spizza è sorto per italianizzazione del toponimo slavo Spič in epoca veneziana: le prime menzioni scritte dell'abitato sono le forme Spiç, Spiçi e Spiço che compaiono in altrettanti documenti datati 1347, 1348 e 1404, mentre il toponimo italiano moderno pare consolidarsi nel secolo successivo, epoca in cui da due documenti (datati 1539 e 1542 e conservati nell'Archivio di Stato di Venezia) compaiono le forme Spizza e Spizzi.
La secolare compresenza nella zona di una popolazione cattolica (croati e dalmato-italiani) ed ortodossa (serbo-montenegrini ed albanesi) è dimostrata a Spizza nella chiesa di Santa Tecla da due altari per la celebrazione distinta del rito ortodosso e del rito cattolico.

## Frazioni

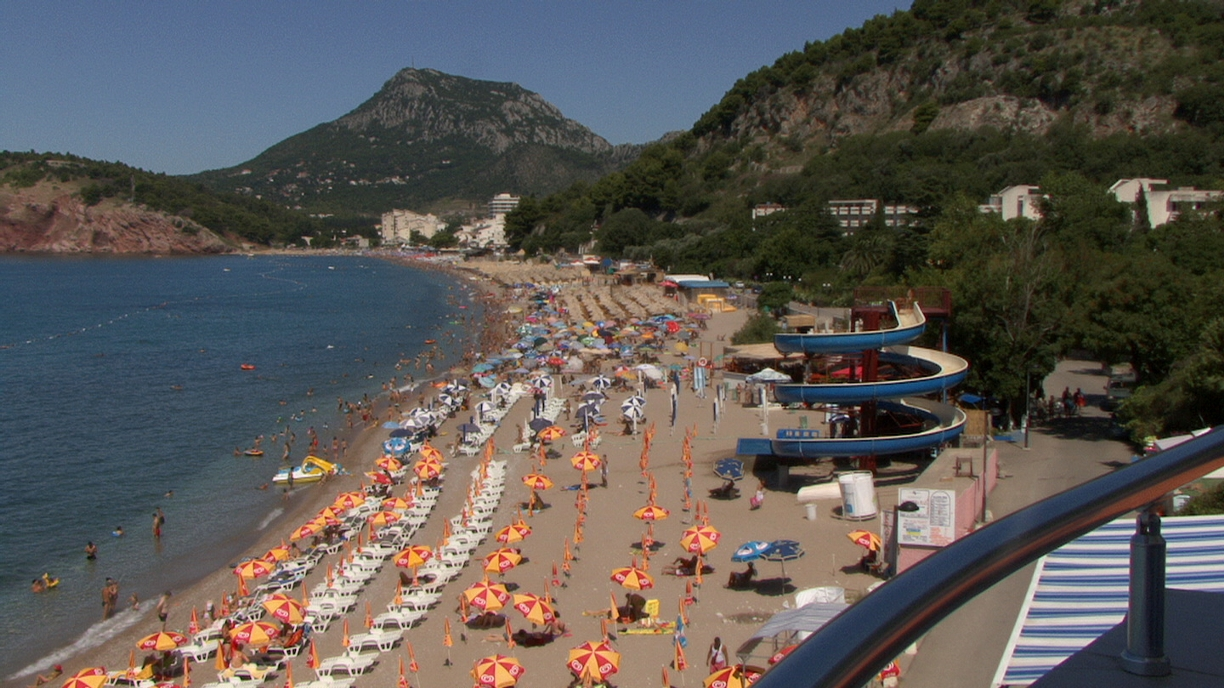
Spiaggia di Sutomore

Fino alla fine dell'Ottocento, il toponimo Spizza/Spič definiva un comune sparso, costituito da un agglomerato di frazioni intorno all'omonima baia; in particolare, netta la distinzione era tra l'abitato alto (Zagradje), presso l'antica fortezza, e il porticciolo di Sutomore, il cui nome con il corso del tempo ha finito con l'imporsi come denominazione collettiva per l'intero comune. Il toponimo slavo Spič, dominante fino al secolo passato rispetto a Sutomore, è comunque tuttora attestato in alcuni nomi geografici derivati, come quello della baia antistante (Spičanski zaljev, lett. "Baia di Spič") e del piccolo pianoro retrostante l'abitato (Spičansko polje, lett. "Piana di Spič").

### Brca
Anticamente Berza, è situata non lontano alla costa, ai piedi del colle con le rovine del monastero benedettino di Santa Maria di Ratac.

### Šušanj
Anticamente nota con le grafie Sussani, Susciani e Sciusciani, vi sorge la chiesa di Santa Veneranda. L'abitato è su una collina appena a nord del torrente che delimitava l'antico confine tra Turchia e Austria.

### Sutomore
Anticamente Suttomore o Sutomore di Spizza. Era l'antico borgo marinaro, oggi è il centro della città turistica. Per quanto riguarda l'origine del nome, a dispetto di un'etimologia popolare che, rifacendosi ad una leggenda locale, sostiene un nesso con suturisati ("crollare") e more ("mare"), il toponimo montenegrino Sutomore è una forma alterata di Sancta Maria (il nome del monastero situato nelle vicinanze) per via di un fenomeno linguistico diffuso nell'area costiera dalmata (come Supetar per San Pietro e Sumartin per San Martino).

### Zagrađe
Anticamente Zagradje o Sagradie di Spizza. È la frazione alta, sul promontorio che domina la baia e sul quale i veneziani eressero la fortezza oggi nota col nome turco di Haj-Nehaj (Negai).